# Дробинка
Дробинка (лучка, голочка, ланка і силянка від слова «силяти», нанизувати) — оригінальна шийна оздоба дівчат із західніх земель України; в інших місцевостях України цієї оздоби немає. Дробинка — це намисто, виплетене у вигляді стрічки з дрібних кольорових намистинок — «пацьорок», здебільшого на шовковій основі. Для цього вживається чорне намисто для поля, та біле, жовте, червоне або зелене для орнаменту. На обох кінцях «дробинка» має стрічки, що ними вона прив'язується до шиї або поверх волосся на голові. Орнамент «дробинкової» мережки завжди геометричний, як і всі візерунки на вишитті західно-українських земель. Добре зроблена «дробинка» буває дуже гарна і на білій дівочій шиї виглядає привабливо.
Як матеріалом, так і способом виконання «дробинки» дуже подібні до «гайтанів», що їх роблять деякі фінські народи далекої Півночі. Проте, географічно країни поширення цих оздоб між собою не пов'язані. Цей факт наводить на думку, що «дробинка» прийшла до Галичини з Мадярщини, куди її занесли ще перші угри, які прийшли на цю територію в ІХ-му столітті нашої ери.